# Доњи Десинец
Доњи Десинец је насељено место у саставу града Јастребарског у Загребачкој жупанији, Хрватска. До територијалне реорганизације у Хрватској налазио се у саставу бивше велике општине Јастребарско.

## Становништво
На попису становништва 2011. године, Доњи Десинец је имао 799 становника.

## Попис1991.
На попису становништва 1991. године, насељено место Доњи Десинец је имало 845 становника, следећег националног састава:
| Попис 1991.‍  | Попис 1991.‍  | Попис 1991.‍ | Попис 1991.‍ | Попис 1991.‍ |
| ------------ | ------------ | ----------- | ----------- | ----------- |
|              |              |             |             |             |
| Хрвати       | Хрвати       |             | 831         | 98,34%      |
| Југословени  | Југословени  |             | 5           | 0,59%       |
| Мађари       | Мађари       |             | 2           | 0,23%       |
| Чеси         | Чеси         |             | 1           | 0,11%       |
| неопредељени | неопредељени |             | 1           | 0,11%       |
| непознато    | непознато    |             | 5           | 0,59%       |
| укупно: 845  |              |             |             |             |